# Tephraea setifera
Tephraea setifera är en skalbaggsart som beskrevs av Moser 1908. Tephraea setifera ingår i släktet Tephraea och familjen Cetoniidae. Inga underarter finns listade i Catalogue of Life.